# Polygonum tenoreanum
Polygonum tenoreanum är en slideväxtart som beskrevs av Nardi & Raffaelli. Polygonum tenoreanum ingår i släktet trampörter, och familjen slideväxter. Inga underarter finns listade i Catalogue of Life.